# Konstantin Matezonský
Konstantin Matezonský (rusínsky Константин Матезонскый, 1794 Ruské impérium – 28. prosinec 1858 Užhorod) byl zakladatel, dirigent a sbormistr pěveckého sboru Harmonie. Jednalo se o první pěvecký sbor v Uherské Rusi, který založil společně s Vasylem Dovhovičem a podporou kapitulního vikáře mukačevské řeckokatolické eparchie Ivanem Čurhovičem.

## Život
Konstantin Matezonský se narodil v roce 1794 v Ruské impériu. Předpokládá se, že Konstantin byl člen děkabristského povstání z roku 1825, kvůli kterému musel později emigrovat do Rakouského císařství. Do Užhorodu přišel v roce 1833 z Přemyšlu, kde byl zpěvákem katedrálního sboru pod pseudonymem Konstantin Bělorusín (rusínsky Бѣлорусин). V Užhorodu přebýval nelegálně a měl nařízeno aby odešel do Přemyšlu, kde by si vyřídil žádost na pobyt v Užhorodu. Zakarpatská šlechta ho ale nepustila za hranice a tak přebýval u Vasyla Dovhoviče. Vasyl navrhl kapitulnímu vikáři mukačevské řeckokatolické eparchie Ivanovi Čurhovičovi, že by společně s Matezonským založil pevěcký sbor. V roce 1834 byl založen sbor Harmonie, kde Matezonský byl dirigentem a sbormistrem.
O svém původu a totožnosti nic neprozradil. Když se jednou jeho přítel Alexander Duchnovič pokusil odhalit toto tajemství tak, že svého společníka opil vínem, Matezonský se prudce ohradil proti otázce a dodal: „Vím, kam míříš – Rus je ten, kdo tajemství neprozradí!“
Zemřel 28. prosince 1858 na zánět jater. V posledních chvílích jeho života stáli u smrtelného lože jeho žáci Ivan Silvaj, Nikolaj Nagy, Andrej Medvedij a dirigent Harmonie Michal Lychvarčyk. Byl pohřben na hřbitově u užhorodského hradu. Během likvidace hřbitova byl jeho náhrobek předán do sbírek muzea sídlícího v hradu.

## Pěvecký sbor
Pěvecký sbor vedený Matezonským nesl název Harmonie. V té době byl vícehlasý (polyfonní) zpěv novinkou nejen v Užhorodě, ale i v rámci celé Rakouské monarchie. Sbor pokračoval ve své činnosti i po smrti Matezonského a to déle než 100 let. Repertoár sboru Harmonie tvořily liturgické skladby a duchovní koncerty Dmytra Bortňanského a Alexeje Verstkovského, ukrajinské a rusínské písně, např.: Země ruská, naše matko, Já Rusín byl, Na vojnu jdu, ale i ruské lidové písně a romance: Černý šátek a Vycházím sám na cestu.
Od roku 1936 vystupoval sbor Harmonie také v éteru košického rozhlasu, a to s bohoslužbami, koledami, duchovními i lidovými písněmi. Posledním dirigentem sboru byl Nikifor Petraševyč, vysvěcený 23. března 1941 v Užhorodě, který v roce 1943 absolvoval konzervatoř v Budapešti.